# لرد اجور می‌میرد
لُرد اِجور می‌میرد (به انگلیسی: Lord Edgware Dies) رمانی پلیسی-جنایی اثر آگاتا کریستی است.
این کتاب در سپتامبر ۱۹۳۳ در بریتانیا توسط انتشارات کولینز کرایم کلوب و در همان سال در آمریکا توسط انتشارات داد، مید اند کمپانی با نام  «سیزده نفر سر میز شام» به چاپ رسیده‌است.

## خلاصه داستان
داستان این کتاب مانند بسیاری از داستان‌های کریستی به کمک کارآگاه پوآرو پیش می‌رود. هرکول پوآرو در اجرای بازیگری به نام کارلوتا آدامز شرکت می‌کند و آنجا جین ویلکینسون بازیگر سینما از او می‌خواهد تا کمکش کند شوهرش لرد اجور به طلاق راضی شود. پوآرو موافقت می‌کند اما در ادامه متوجه می‌شود لرد اجور قبلا با طلاق موافقت کرده و نامه‌ای هم دراین‌باره برای همسرش ارسال کرده است. ویلکینسون منکر دریافت این نامه می‌شود. فردای آن روز بارزس جَپ به پوآرو و آرتور هستینگز اطلاع می‌دهد که لرد اجور در خانه‌اش کشته‌شده است. همان روز صبح خبر می‌رسد کارلوتا آدامز بر اثر مصرف زیاد ورونال مرده است، پوآرو کسی نیست که ارتباط وقایع را با هم در نظر نگیرد و معمایی جذاب شکل می‌گیرد.
از روی کتاب «لرد اجور می‌میرد» سال 1934 فیلمی سینمایی ساخته شد. همچنین اقتباس دیگری از این داستان با عنوان «سیزده نفر سر میز شام» وجود دارد که ساخته‌ی سال 1985 است.